# سیارک ۵۲۳۰۱
سیارک ۵۲۳۰۱ (به انگلیسی: 52301 Qumran، نامگذاری:1991RQ2) پنجاه و دو هزار و سیصد و یکمین سیارک کشف شده‌است که در ۹ سپتامبر ۱۹۹۱ کشف شد.